# Kabinett Fenech Adami V
Das maltesische Kabinett Fenech Adami V wurde am 15. April 2003 von Premierminister Edward „Eddie“ Fenech Adami von der Partit Nazzjonalista (PN) gebildet. Es löste das vierte Kabinett Fenech Adami ab und befand sich bis zum 23. März 2004 im Amt.

## Geschichte

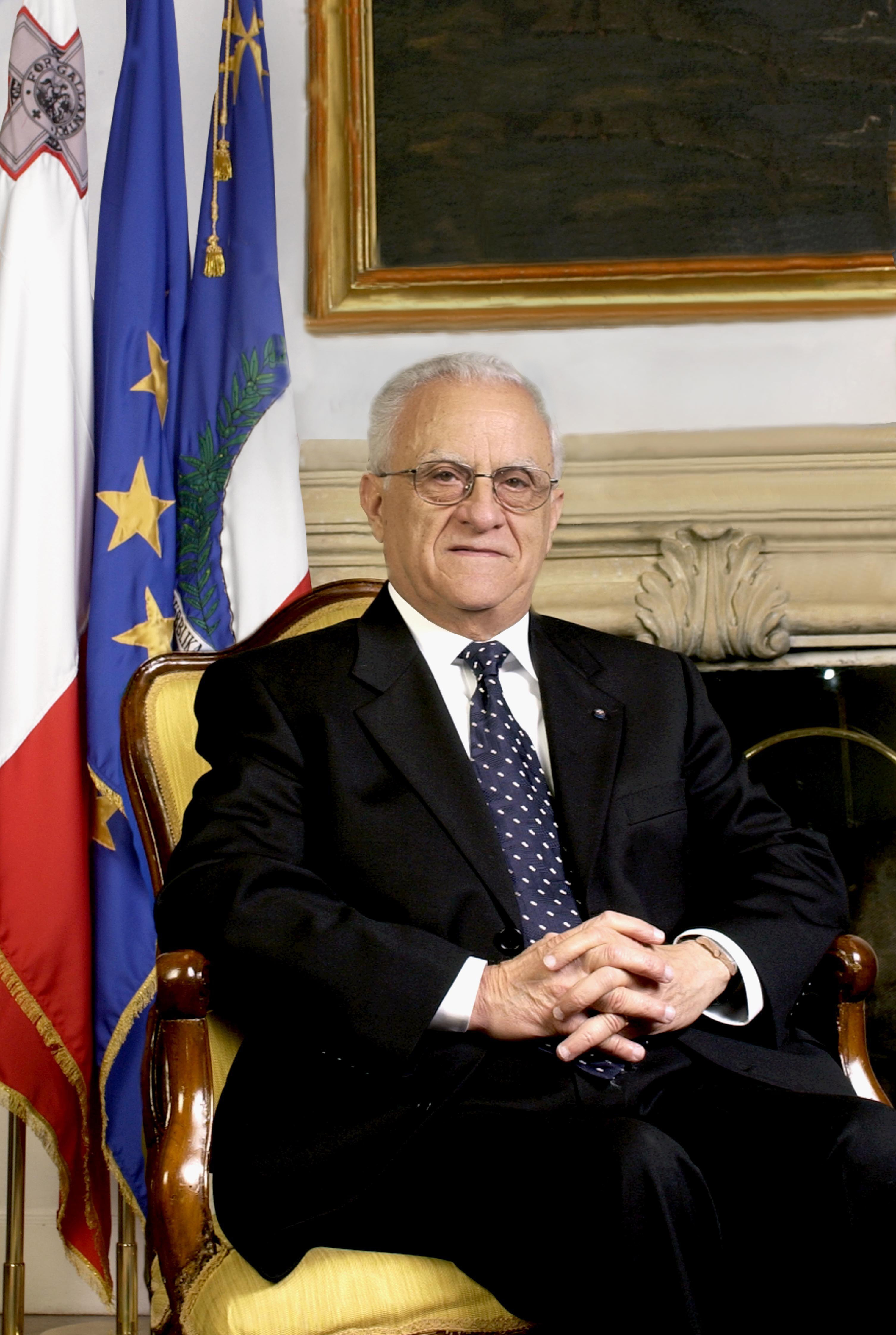
Edward Fenech Adami

Bei den Wahlen zum Repräsentantenhaus am 12. April 2003 konnte die bis Partit Nazzjonalista von Fenech Adami einen weiteren Wahlsieg über die oppositionelle Partit Laburista (PL) des ehemaligen Premierministers Alfred Sant erringen. Die Wahlen bestätigten die PN, die mit 146.172 Stimmen (51,8 Prozent) wieder 35 der 65 Parlamentssitze gewann, während die PL 134.092 Wählerstimmen (47,5 Prozent) erzielte, und wieder 30 Abgeordnete stellte. Daraufhin bildete Premierminister Fenech Adami am 15. April 2003 sein fünftes Kabinett.
Am 23. März 2004 trat Fenech Adami als Premierminister zurück, nachdem er zum Staatspräsidenten gewählt worden war. Daraufhin übernahm der bisherige Minister für Soziales und Parlamentarische Angelegenheiten Lawrence Gonzi das Amt des Premierministers und bildete im Anschluss sein erstes Kabinett. Zugleich wurde Gonzi Nachfolger von Fenech Adami als Vorsitzender der Partit Nazzjonalista.

## Kabinett
Dem Kabinett gehörten folgende Minister an:
| Amt                                                        | Name                        | Partei               |
| ---------------------------------------------------------- | --------------------------- | -------------------- |
| Premierminister                                            | Edward „Eddie“ Fenech Adami | Partit Nazzjonalista |
| Minister für Soziales und Parlamentarische Angelegenheiten | Lawrence Gonzi              | Partit Nazzjonalista |
| Minister für Bildung, Beschäftigung und Ausbildung         | Louis Galea                 | Partit Nazzjonalista |
| Minister für Finanzen und Wirtschaft                       | John Dalli                  | Partit Nazzjonalista |
| Tourismusminister                                          | Francis Zammit Dimech       | Partit Nazzjonalista |
| Minister für Verkehr und Telekommunikation                 | Censu Galea                 | Partit Nazzjonalista |
| Minister für Justiz und Inneres                            | Tonio Borg                  | Partit Nazzjonalista |
| Minister für Ressourcen und Infrastruktur                  | Anthony „Ninu“ Zammit       | Partit Nazzjonalista |
| Ministerin für Gozo                                        | Giovanna Debono             | Partit Nazzjonalista |
| Gesundheitsminister                                        | Louis Deguara               | Partit Nazzjonalista |
| Minister für Informationstechnologie und Investitionen     | Austin Gatt                 | Partit Nazzjonalista |
| Außenminister                                              | Joseph „Joe“ Borġ           | Partit Nazzjonalista |
| Minister für ländliche Angelegenheiten                     | George Pullicino            | Partit Nazzjonalista |
| Minister für Jugend und Künste                             | Jesmond Mugliett            | Partit Nazzjonalista |

Dem Kabinett gehörten folgende Parlamentarische Sekretäre an:
| Amt                                               | Name                   | Partei               |
| ------------------------------------------------- | ---------------------- | -------------------- |
| Parlamentarische Sekretärin für Soziales          | Dolores Cristina       | Partit Nazzjonalista |
| Parlamentarischer Sekretär für Soziales           | Francis „Frans“ Agius  | Partit Nazzjonalista |
| Parlamentarischer Sekretär für Wirtschaft         | Edwin Vassallo         | Partit Nazzjonalista |
| Parlamentarischer Sekretär für Wirtschaft         | Anthony „Tony“ Abela   | Partit Nazzjonalista |
| Parlamentarischer Sekretär für Justiz und Inneres | Carmelo Mifsud Bonniċi | Partit Nazzjonalista |